# Tuturano
Tuturano  (Tuturanu in dialetto locale) è l'unica frazione del comune di Brindisi, parte della VI Circoscrizione, situato in Puglia nell'alto Salento. Al censimento del 2001 contava 2 956 abitanti.

## Geografia fisica
Tuturano è immerso nella campagna brindisina, a circa 10 km dal centro di Brindisi in direzione sud e ad 8 km dal mare Adriatico, in direzione est. Il suo territorio, situato a 45 metri sul livello del mare, comprende una suggestiva porzione della Piana di Brindisi. Si presenta sostanzialmente pianeggiante e privo di corsi d'acqua.
L'analisi geologica rivela la presenza di terreni principalmente calcarei, argillosi e sabbiosi. Il substrato più profondo è di natura calcarea e risale al periodo mesozoico. Su di esso poggia uno strato argilloso dal quale affiorano, in alcuni punti, rocce di natura carbonatica.
La falda acquifera costituisce una risorsa di facile approvvigionamento, dal momento che l'acqua è già rintracciabile a profondità di 10 metri o meno. L'acqua piovana si raccoglie nel sottosuolo e rifornisce con facilità i depositi sotterranei, oppure viene convogliata verso il mare attraverso una modesta rete di canali. Il più importante di questi, denominato Foggia di Rau e volgarmente detto lu Canali, costeggia il Bosco Colemi, lambisce l'abitato ad ovest e si getta in mare in località Punta della Contessa, sede dell'omonimo parco regionale. Un altro canale è quello di Fiume Grande, che transita nei pressi di Masseria Paticchi e raggiunge la zona industriale di Brindisi, sfociando in mare nei pressi della centrale termoelettrica di Brindisi nord.
L'abitato è completamente circondato da terreni agricoli. Le colture prevalenti sono la vite, l'olivo, il carciofo, il pomodoro.
Il clima è di tipo mediterraneo con inverni miti ed estati calde ma ventilate. L'assenza di rilievi e la vicinanza al mare favoriscono un'intensa ventilazione dai quadranti sia settentrionali sia meridionali.

## Storia e archeologia
Il paese deriva il nome dal fundus Tutorianus, i possedimenti della famiglia romana Tutoria, un membro della quale è facilmente identificabile con il Publius Tutorius noto da un'epigrafe (circa II secolo d.C.) rinvenuta a Cerrate, località non molto distante. Fin dall'epoca ellenistica, III - I secolo a.C. in località Cerano fu attivo un piccolo scalo portuale, che collegava Tuturano con uno sbocco direttamente sul mare. Nella zona di Cerano sono noti resti di una grandiosa villa romana.
Il casale è poi documentato nel Medioevo come locus Tuturanus (1097) e vicus Tuturanus (1107) nelle donazioni effettuate dal conte Goffredo conte di Conversano e dalla moglie Sichelgaita al Monastero delle monache benedettine di Brindisi. Le pergamene delle donazioni si conservano nella Biblioteca arcivescovile Annibale de Leo. Nella sua area, sempre donata alle monache benedettine di Brindisi, vi era un altro casale noto come Valerano, la cui ubicazione doveva essere quella della attuale masseria Maramonte, nei pressi del bosco Colemi, ma recenti indagini topografiche collocano il sito in contrada Uarano, non distante dalla Masseria Cerrito. Un altro casale medievale, antecedente a Tuturano e forse allo stesso Valerano, insisteva nell'area oggi occupata dalla Masseria Colemi.
Si hanno notizie sul fatto che Tuturano, come avvenne anche in altre zone della Puglia, fu abitata da immigrati albanesi, i quali nel 1480 la abbandonarono temporaneamente, spostandosi in Abruzzo, per timore dell'invasione dei Turchi, che proprio in quei giorni avevano preso la città di Otranto. Una volta passata la paura dei Turchi, gli albanesi tornarono a Tuturano. Al XIII secolo appartiene la Torre di Sant'Anastasio il cui restauro oggi è imminente. Nel Cinquecento fu rinforzata e ristrutturata con le caditoie, e mettendola in comunicazione con le torri costiere sulla Costa sistema di avvistamento delle torri costiere antisaracene.Probabilmente l'assenza di alti campanili nel piccolo borgo medievale fece sentire l'esigenza di costruire una torre per la difesa del borgo. Nella zona infatti, oltreché dalla sua torre di avvistamento, la Tuturano medievale e in ispecie normanna era circondata da tre grandi castelli: quello di Brindisi a nord, quello di San Pietro Vernotico, come fa notare il professor Raffaele Licinio nella sua pubblicazione sui Castelli Medievali di Puglia e Basilicata, e quello di Mesagne a ovest, città posta sulla Via Appia, sede di una compagine dei Cavalieri Teutonici.
Nel 1598 un'antica chiesa, risalente al XIII secolo, viene riedificata e viene intitolata alla Madonna del Giardino. Tale denominazione prende spunto da una leggenda secondo la quale un pastore ritrovò una delle sue pecore, smarritasi, in una zona campestre, assimilata poi ad un giardino, vicino ad un'immagine sacra della Madonna. Essa era probabilmente dedicata ai Santi Cosma e Damiano, il cui culto è molto diffuso in quest'area. Infatti, come apprendiamo da documenti medievali, a Tuturano, fin dal XII secolo, vi erano due chiese, una di rito greco dedicata a Sant'Eustachio e una di rito latino dedicata ai Santissimi Cosima e Damiano. Recenti scavi eseguiti nella piccola chiesa hanno portato alla luce il vecchio pavimento e numerose sepolture.
Nell'estate del 2021 all'interno della torre Sant'Anastasio, che oggi ospita la Biblioteca Sociale "Enzo Cosma" curata da una associazione locale è avvenuta una importante scoperta archeologica, ovvero un particolare graffito contenente quello che è stato identificato come l'occhio di Horus della tradizione egizia e due lettere, la Phi e il Pi-Greco. Secondo gli studi condotti il graffito sarebbe collegabile all'opera del mago tedesco Enrico Cornelio Agrippa, il "De Occulta Philosophia", che nell'inverno 1515 stazionò proprio a Brindisi (lo conferma una lettera scritta di suo pugno e inviata ad un amico) e che una storia locale fino ad ora non supportata da alcuna fonte scritta lo vuole in visita anche alla torre di Tuturano. Secondo Federico Sanapo, giornalista e appassionato di archeologia, il graffito rimanderebbe a qualche pratica magica o comunque di carattere esoterico effettuata all'interno della torre. L'ipotesi sarebbe supportata dall'evidenza archeologica e dal contesto in cui il graffito si viene a situare, in quanto il graffito è inciso sulla finestra del davanzale del lato Est al piano superiore della torre, e anche perché la complessa simbologia si legherebbe proprio ad una tabella contenuta alla fine del primo capitalo, nel primo libro del libro "De Occulta Philosophia" dedicato alla Magia Naturale.
Nel 1871, dopo che si era compiuta l'Unità d'Italia, Tuturano venne assegnata al territorio del comune di Brindisi, di cui divenne una frazione. Al termine della prima guerra mondiale (1918) raggiunse una popolazione di circa 1 000 abitanti e venne dotata di scuole elementari, uffici comunali e caserma dei Carabinieri. Durante la seconda guerra mondiale fu sede di un campo di prigionia per i soldati, realizzato nella masseria Paticchi.
Più di una volta la popolazione ha manifestato la propria volontà di costituirsi comune indipendente. Tali tentativi non hanno mai avuto successo. L'ultimo di questi, risalente agli anni 2000, è stato respinto in quanto la popolazione residente non raggiungeva il limite previsto dalla normativa vigente.

## Luoghi di interesse

### Architettura
Il suo monumento più rappresentativo è la seicentesca chiesa della Madonna del Giardino, riedificata dopo la distruzione turca del 1480, con i materiali di una chiesa medievale molto più antica, come testimoniano le tracce di affresco del secolo XIII al suo interno. La chiesa è stata recentemente restaurata.
Altri monumenti degni di nota sono:
- la chiesa dell'Addolorata, terminata nel 1953
- la Torre Sant'Anastasio, costruita nel XIII secolo in piazza Regina Margherita, e rinforzata nel XVI secolo, presenta l'immagine del santo scolpita in corrispondenza della merlatura; oggi "Biblioteca Sociale Enzo Cosma".
- la Torre Dell'Orologio risalente alla fine del 1800 nella Piazza Regina Margherita
- il monumento ai caduti della Grande Guerra, e una lapide sottostante che ricorda i nomi dei caduti originari del paese.

### Aree naturali
Nelle campagne tuturanesi si trovano la Riserva naturale regionale orientata Bosco di Santa Teresa e dei Lucci e la Riserva naturale regionale orientata Bosco di Cerano. Queste aree sono ciò che resta, nel territorio di Tuturano, dell'antica foresta oritana, un'estesa area boschiva che copriva vaste zone della parte sud-occidentale della provincia di Brindisi. Fin dall'antichità la zona intorno a Tuturano è circondata da boschi e paludi, tra le quali la Padula Rotundam e la Padula de Pergola, alla cui palude è ancora oggi risalente il toponimo di una via del paese, in direzione Mesagne. Entrambe non sono localizzabili attualmente per via delle bonifiche effettuate dal Medioevo e nel dopoguerra. Recenti indagini topografiche mostrano come Padula de Pegola dovesse trovarsi tra Tuturano e Mesagne non molto distante dai villaggi di Valerano e Senestrito, odierna Masseria Cerrito.
Il Bosco di Santa Teresa e dei Lucci è stato istituito con la L.R 19/97. Possiede una biodiversità davvero interessante essendoci, tra l'altro, rari esemplari di Quercia Vallonea. È composto da sei distinte aree a carattere boschivo distribuite nel territorio tra Tuturano e Mesagne: il Parco Colemi, il Bosco di Santa Teresa (diviso in due parti), il Bosco di Cerrito, il Bosco Preti e il Bosco dei Lucci.
Il Parco Colemi, detto "boschetto", è il parco naturale della frazione e dista un solo chilometro dal centro abitato. È meta fissa per le gite fuori porta e per le scampagnate. A differenza delle altre cinque aree della riserva orientata, presenta un'elevata fruibilità, anche con i mezzi a motore. Tale presenza è responsabile di un moderato deterioramento dell'ecosistema, a cui contribuisce anche l'incuria dei frequentatori e l'insufficiente attività di prevenzione e protezione della flora. Sempre più frequenti risultano i casi di moria e di fratture degli alberi. Moria che regna incontrastata, invece, nel vicino Bosco di Santa Teresa. Qui la presenza di visitatori è ormai molto rara, limitandosi a pochi raccoglitori di funghi. La fruibilità è molto limitata da una vegetazione arbustiva che ha invaso i sentieri interni mentre la presenza di alberi sani è sempre più rara.
Sulla provinciale che collega Tuturano a Mesagne, a 5 km dall'abitato, si trova il Bosco di Cerrito, ormai ridotto ad un recinto quadrangolare di alti esemplari di cerro che racchiudono ampie aree agricole, un caseggiato e ciò che resta del bosco.
Il Bosco di Cerano fa parte di un'area protetta a cavallo dei comuni di Brindisi e San Pietro Vernotico. Il bosco vero e proprio è collocato a est di Tuturano. È una stretta fascia di vegetazione boschiva che essenzialmente segue il corso del Canale il Siedi a partire dalla località Tramazzone spingendosi verso il mare fino a raggiungere lo stabilimento balneare Lido Cerano. All'interno sono presenti sentieri ben curati e percorribili sia a piedi sia in bicicletta. Da qualche anno il bosco è sede di una competizione di mountainbike, categoria XC.

## Cultura locale

### Eventi
- La Stratuturano: gara podistica di livello regionale di 10 km organizzata dall'A.S.D. Atletica Amatori Tuturano, che richiama atleti, iscritti, curiosi da tutta la Puglia.
- La Festa della Madonna del Giardino: festa patronale in onore della protettrice del paese, che si svolge l'ultima domenica di maggio.
- Il Torneo della Civetta : importante manifestazione turistico-culturale, è un torneo che rievoca costumi e tradizioni medioevali, organizzato ogni metà del mese di giugno dalla Pro-Loco di Tuturano.

## Economia
L'agricoltura è stata per Tuturano la principale fonte di sostentamento fino all'arrivo dei grandi insediamenti industriali. La campagna e i suoi ritmi hanno scandito da sempre la vita sociale, permeando usi e costumi della popolazione. Il latifondo, negli anni, lasciò il passo alla piccola proprietà terriera, riflettendo quanto accadeva in tutto il meridione d'Italia. Chi possedeva dei terreni poteva condurre una vita normale se non agiata mentre chi lavorava come dipendente spesso viveva di stenti. Le prime attività commerciali nacquero negli anni '40-'50.
A partire dagli anni '60, con la costruzione del petrolchimico a Brindisi, anche Tuturano contribuisce in termini di manodopera.
Oggi la maggioranza della popolazione attiva è impiegata nell'industria e, secondariamente, nei servizi. L'insediamento industriale principale è la centrale termoelettrica Enel di Cerano, distante 8 km.
Per molti anni è stata in attività una cantina sociale, la cantina San Paolo, posta lungo la SS 16.

## Collegamenti
La frazione di Tuturano è direttamente collegata a Brindisi tramite la SP 79. La SP 81, invece, partendo da Mesagne, attraversa Tuturano e si congiunge con la strada litoranea adriatica SP 87, fondamentale per raggiungere le località balneari.
Non ha mai visto la luce il progetto di una circonvallazione, rimasto in un cassetto, che evitasse l'ingresso dei mezzi pesanti tra le strette stradine della frazione.

## Sport
Tuturano ha avuto una squadra di calcio, l'A.S. Tuturano, che militava nel campionato di Terza Categoria e disputava le proprie partite al Comunale di Tuturano, fallendo dopo anni. Nel 2021 è stata rifondata una nuova squadra, la Leone Soccer Tuturano ed è iscritta al campionato di Terza Categoria.